# Neolamprologus
Neolamprologus is een geslacht uit de familie Cichlidae uit Oost-Afrika, alleen de Neolamprologus devosi komt voor in het Malawimeer, de rest exclusief in het Tanganyikameer. Neolamprologus is het grootste geslacht in het Tanganyikameer en ook het grootste geslacht binnen de tak van de Lamprologi.
De soorten binnen Neolamprologus verschillen erg in leefwijze, habitat en morfologie. Zo leeft de Neolamprologus brichardi tussen de rotsen en de Neolamprologus multifasciatus in slakkenhuizen. Toch verschilt het DNA van deze soorten nauwelijks en daarom worden ze tot hetzelfde geslacht gerekend.

## Soorten
Er worden elk jaar ongeveer 1 of 2 soorten ontdekt. Neolamprologus fasciatus wordt soms geplaatst in Altolamprologus. Sommige ander soorten worden soms verplaatst naar Lepidiolamprologus; dit kan misschien correct zijn maar vereist onderbouwing.
- Neolamprologus bifasciatus Büscher, 1993
- Neolamprologus boulengeri (soms in Lepidiolamprologus)
- Neolamprologus brevis
- Neolamprologus brichardi (soms bijgevoegd in N. pulcher)
- Neolamprologus buescheri
- Neolamprologus cancellatus Aibara, Takahashi & Nakaya, 2005
- Neolamprologus caudopunctatus
- Neolamprologus chitamwebwai Verburg & Bills, 2007
- Neolamprologus christyi
- Neolamprologus crassus
- Neolamprologus cylindricus Staeck & Seegers, 1986
- Neolamprologus devosi Schelly, Stiassny & Seegers, 2003
- Neolamprologus falcicula
- Neolamprologus furcifer
- Neolamprologus gracilis
- Neolamprologus hecqui (soms in Lepidiolamprologus)
- Neolamprologus helianthus Büscher, 1997
- Neolamprologus leleupi
- Neolamprologus leloupi
- Neolamprologus longicaudatus Nakaya & Gashagaza, 1995
- Neolamprologus longior
- Neolamprologus marunguensis Büscher, 1989
- Neolamprologus meeli (soms in Lepidiolamprologus)
- Neolamprologus modestus
- Neolamprologus mondabu
- Neolamprologus multifasciatus
- Neolamprologus mustax
- Neolamprologus niger
- Neolamprologus nigriventris Büscher, 1992
- Neolamprologus obscurus
- Neolamprologus olivaceous
- Neolamprologus pectoralis Büscher, 1991
- Neolamprologus petricola
- Neolamprologus pleuromaculatus
- Neolamprologus prochilus
- Neolamprologus pulcher
  - Neolamprologus pulcher 'Daffodil'Llambi (2003)
- Neolamprologus sexfasciatus
- Neolamprologus similis
- Neolamprologus splendens
- Neolamprologus tetracanthus
- Neolamprologus toae
- Neolamprologus tretocephalus
- Neolamprologus variostigma Büscher, 1995 (soms in Lepidiolamprologus)
- Neolamprologus ventralis Büscher, 1995
- Neolamprologus walteri Verburg & Bills, 2007
- Neolamprologus wauthioni
- Neolamprologus cf. pulcher 'Daffodil II'

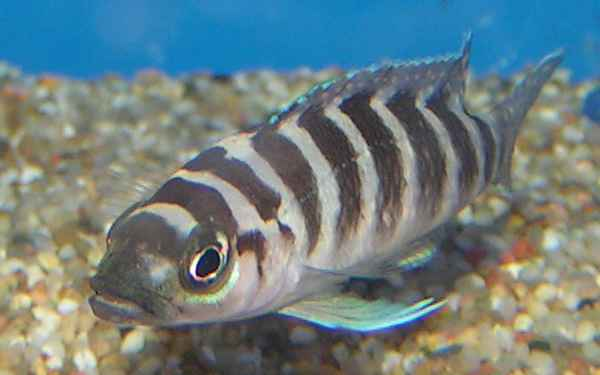
Neolamprologus cylindricus

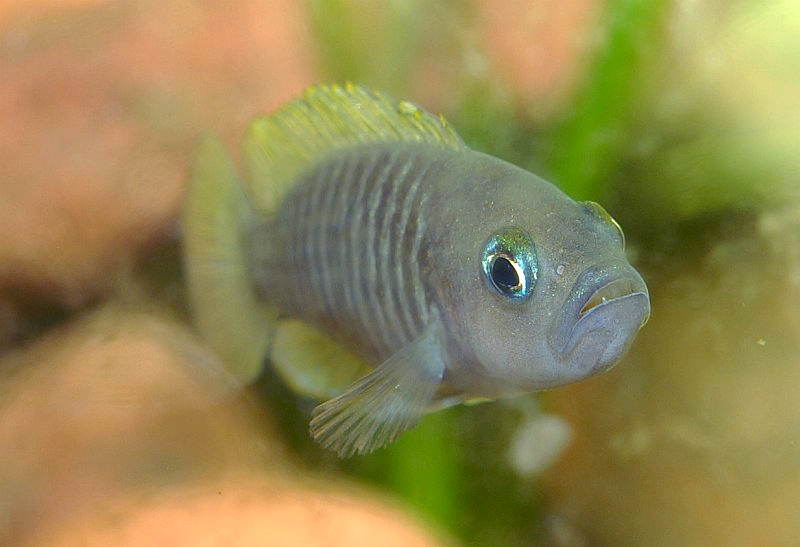
Neolamprologus multifasciatus